# Felārg
Felārg (persiska: فلارگ, Fālārk) är en ort i Iran.   Den ligger i provinsen Khorasan, i den östra delen av landet, 800 km öster om huvudstaden Teheran. Felārg ligger 2 038 meter över havet och antalet invånare är 193.
Terrängen runt Felārg är huvudsakligen kuperad, men åt nordost är den platt. Runt Felārg är det glesbefolkat, med 12 invånare per kvadratkilometer. Närmaste större samhälle är Naqenj, 12,4 km nordost om Felārg. Omgivningarna runt Felārg är i huvudsak ett öppet busklandskap.